# Пронский кремль
Пронский кремль — детинец древнего Пронска, находившийся в южной части города на высоком узком мысу (Покровский бугор) на левом берегу реки Прони у впадения в неё реки Пралии.

## История

### Домонгольская эпоха
Древнерусский Пронск, впервые упомянутый в Никоновской летописи под 1131 годом, был основан на месте более древнего поселения, относившегося к Городецкой культуре (VII века до н. э. — V век н. э.). Вскоре Пронск авансировал до второго по значимости города Рязанской земли и центром самостоятельного удела. Судя по остаткам двух рвов, укреплённое поселение состояло из двух площадок — детинца (300х150 м) и окольного города (300х200 м). Естественной защитой с западной стороны служила река, с других сторон — глубокие овраги, по которым текут ручьи. С напольной стороны укрепления были защищены мощными валами. Внешные склоны вала и края рвов были выложены каменными плитами из песчаника. По данным летописи в детинце Пронска в конце XII века имелось трое ворот, в нём находилась резиденция пронских князей Глебовичей. Городище было окружено обширными неукреплёнными селищами-посадами. Один из посадов и, возможно, укреплённая княжеская или боярская усадьба располагались на горе Гневне, на левом берегу Пралии при впадении её в Проню, напротив детинца. 
Деревянная крепость Пронска безуспешно осаждалась рязанцами в 1186 году. В 1203 году её успешно осаждал владимирский князь Всеволод Большое Гнездо. В декабре 1237 года Пронск был осаждён и за три дня взят войском хана Батыя. Впоследствии он был южным форпостом Рязанского княжества, позже — централизованного Русского государства.

### Русское государство
Пронская крепость была обновлена и укреплена во время регентства Елены Глинской, которая прислала в Пронск итальянского зодчего Петрока Малого Фрязина со строителями, а для их «береженья» воевод Александра Кашина-Оболенского и Никиту Туренина. Уже вскоре новой крепости пришлось выдержать тяжёлую осаду. Во время крымского похода на Русь 1541 года его обложил хан Сахиб-Гирей, войско которого имело с собой пушки, пищали и градобитный наряд. Неоднократные приступы крымских татар мужественно отражались защитниками Пронска во главе с воеводой Василием Жулебиным. Не преуспев во взятии города, хан, узнавший о приближении московских полков, спешно отошёл от Пронска, приказав сжечь туры и наряд. В течение XVI века крымские татары ещё неоднократно нападали на Пронский уезд и подходили к городу.
Согласно Писцовой книге 1596—1598 годов Пронская крепость как и в древнерусскую эпоху состояла из двух частей — Рубленого города (кремля) и острога. Кремль опоясывала дубовая стена из 172 городен протяжённостью около 945 м с шестью глухими башнями и тремя проездными — Московскими, Малыми Водяными и Водяными Пральиными. Ещё одни воротца — Потайные — имелись в Наугольной башне, «что против Пральи речки». В кремле высилась деревянная соборная церковь Покрова Богородицы, а также каменная Борисоглебская церковь. Также в кремле находились житничный двор, двор рязанского архиепископа, осадные и жилые дворы местных служилых людей, дворян и детей боярских. Недалеко от Московских ворот находился торг. С напольной стороны кремль защищал ров длиной около 192 м, шириной 13 м и глубиной около 6,4 м. К кремлю примыкал острог, окружённый деревянной стеной длиной 2747 м с пятью глухими и шестью проездными башнями. На территории острога находилась церковь Иоанна Богослова, таможенная изба, государев кабак, дворы и усадьбы. Перед острожной стеной с напольной стороны был выкопан ров, за рвом находился частик, а за ним установлены надолбы.
В Смутное время Пронск примкнул к восстанию Болотникова, а затем к Лжедмитрию II. В 1608 году его осаждало царское войско во главе с Иваном Хованским и Прокопием Ляпуновым. Оно взяли острог, однако ранение Ляпунова при штурме Рубленого города внесло замешательство в ряды осаждавших и они вернулись в Переяславль-Рязанский. Ляпунову удалось взять Пронск в 1611 году, однако почти сразу сам был осаждён в Пронской крепости присланными литовским гетманом Гонсевским запорожцами и русскими изменниками во главе с  Исааком Сумбуловым. На помощь Ляпунову пришёл Дмитрий Пожарский, который отогнал осаждавших от Пронска. Осенью 1612 года Пронск, принявший сторону атамана Ивана Заруцкого, безуспешно осаждался войском Григория Волконского, но впоследствии сдался при подходе войска воеводы Мирона Вельяминова-Зернова. В 1618 году Пронск безуспшно пытался взять запорожский гетман Пётр Сагайдачный.
В 1630 году стены и башни Пронска были перестроены, поскольку город часто являлся объектом нападений крымцев. Особенно сильное нападение Пронск выдержал в 1633 году, когда двухтысячный отряд царевича Мубарек-Гирея подошёл к городу и четыре раза к нему приступал. Кремль почти не постадал, однако острог был сильно повреждён. В последующие десятилетия крепость не раз обновлялась, был восстановлен и острог, однако в уменьшенном виде (длина стены около 898 м). В 1681 году укрепления Пронска были уничтожены крупным пожаром, но вскоре срублены заново. Они простояли до конца 1720-х годов, когда развалились от ветхости и отсутствия ремонта, поскольку военное значение Пронска снизилось.
Остатки земляных укреплений сохранились до наших дней плохо, а сама территория городища испорчена оползнями., занята городской застройкой и позднейшей дорогой. Пронское городище состоит на государственной охране как памятник археологии.

## Археологические исследования
Первые археологические исследования городища начались в конце XIX века, позже его исследовали Н. П. Милонов и А. А. Мансуров. Мощный культурный слой на городище показал, что поселение на этом месте уходит корнями в железный век (Городецкая культура), значительные отложения датируются древнерусским (XII—XIII века) и более поздним (XIV—XVII века) временем. Среди находок — наземные жилища, следы древней улицы, обломки гончарной посуды, шиферные пряслица и другие предметы быта, а также оружия. В северной части городища у разрушенного вала, по-видимому, находились сыродутные горны и кузница. Сегодня Покровский бугор входит в реестр памятников археологии федерального значения.